# DWDM

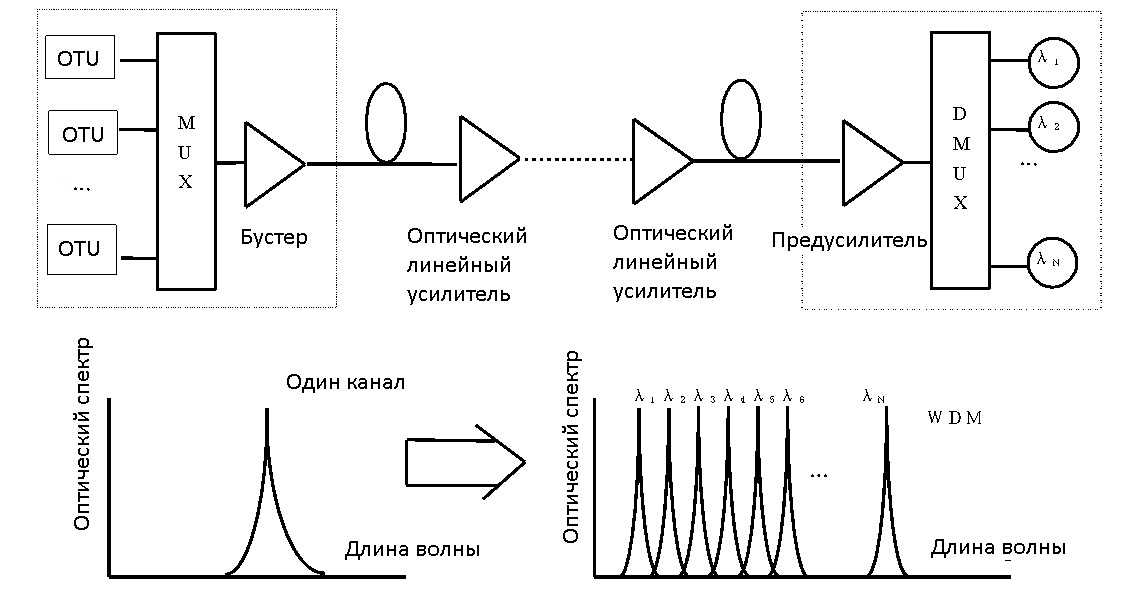
Построение и рисунок спектра DWDM системы

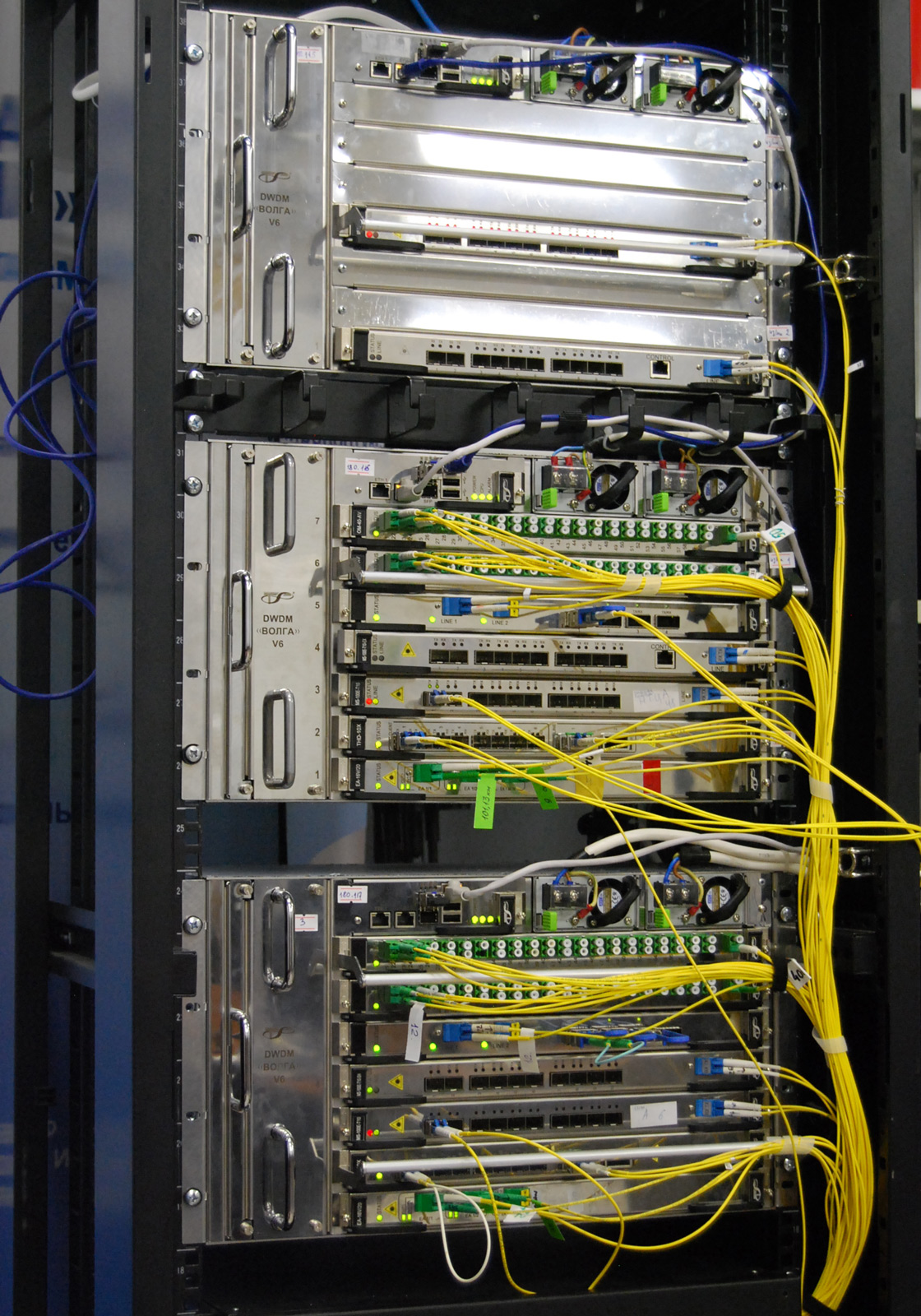
Оборудование DWDM в стойке 19/22'.

DWDM (Dense Wavelength Division Multiplexing) — плотное мультиплексирование с разделением по длине волны.
Расстояние между несущими в DWDM-системах может составлять 25 — 200 ГГц, в современных сетях наиболее часто используется сетка каналов с шагом 50ГГц . Для передачи используются спектральные диапазоны C (1530..1565 нм), S (1460..1530 нм) и L (1565..1625 нм).
Ёмкость DWDM-системы рассчитывается по формуле:
C = M · B, где M — число спектральных каналов, B — скорость передачи в каждом канале. Преимущества DWDM:
1. Высокая пропускная способность;
2. Возможность значительного расширения ёмкости, масштабирования сети;
3. Передача трафика широкого спектра решений, от систем IP до оборудования SDH и других;
4. Совмещена гибкость управления сравнительно с низкоскоростными каналами со скоростной передачей гигабитных потоков в основных магистралях;
5. Надёжность и отказоустойчивость;
6. Возможность передачи больших объемов данных на дальние расстояния.

В декабре 2012 г. специалистами компании «Т8» была осуществлена рекордная передача  1Тбит/с (10x100G)  на расстояние 500,4 км. Бюджет 1-канальной линии составил 84 дБ.

## Топологии и схемы защиты для DWDM
Сетевая архитектура основана на многих факторах, включая типы приложений и протоколов, расстояния, схемы использования и доступа, а также унаследованные сетевые топологии. На столичном рынке, например, топологии точка-точка могут использоваться для соединения местоположений предприятия, кольцевые топологии для соединения межведомственных объектов (IOF) и для доступа к жилым помещениям, а топологии ячеистой сети могут использоваться для соединений между POP и подключения к магистральной магистрали. Фактически, оптический уровень должен поддерживать множество топологий, и из-за непредсказуемых изменений в этой области эти топологии должны быть гибкими.
Сегодня основные топологии развертывания — это точка-точка и кольцо. Благодаря двухточечным каналам через DWDM между крупными корпоративными сайтами необходимо только устройство в помещении заказчика для преобразования трафика приложений в определенные длины волн и мультиплексирования. Операторы связи с топологией «линейное кольцо» могут развиваться до полных колец на основе OADM. По мере того как конфигурируемые оптические кросс-соединения и коммутаторы становятся все более распространенными, эти двухточечные и кольцевые сети будут объединяться в ячейки, превращая оптические городские сети в полностью гибкие платформы.

### Топологии «точка-точка»
Топологии «точка-точка» могут быть реализованы с OADM или без него. Эти сети характеризуются сверхвысокой скоростью канала (от 10 до 40 Гбит / с), высокой целостностью и надежностью сигнала, а также быстрым восстановлением пути. В сетях дальней связи расстояние между передатчиком и приемником может составлять несколько сотен километров, а количество усилителей, требуемых между конечными точками, обычно меньше 10. В MAN усилители часто не нужны.
Защита в топологиях «точка-точка» может быть обеспечена двумя способами. В оборудовании первого поколения резервирование находится на системном уровне. Параллельные каналы соединяют резервированные системы на обоих концах. За переключение в случае сбоя отвечает клиентское оборудование (например, коммутатор или маршрутизатор), а сами системы DWDM просто обеспечивают емкость.
В оборудовании второго поколения резервирование находится на уровне карты. Параллельные каналы соединяют одиночные системы на обоих концах, которые содержат дублированные транспондеры, мультиплексоры и процессоры. Здесь защита перекочевала на оборудование DWDM, а коммутационные решения находятся под локальным контролем. Один тип реализации, например, использует схему защиты 1 + 1, основанную на автоматическом защитном переключении SONET (APS).

### Кольцевые топологии
Кольца являются наиболее распространенной архитектурой в мегаполисах и простираются на несколько десятков километров. Волоконное кольцо может содержать всего четыре канала с длиной волны и обычно меньше узлов, чем каналов. Скорость передачи данных находится в диапазоне от 622 Мбит / с до 10 Гбит / с на канал.
Кольцевые конфигурации могут быть развернуты с одной или несколькими системами DWDM, поддерживающими трафик «любой к любому», или они могут иметь центральную станцию и один или несколько узлов OADM или спутников. В узловом узле трафик исходит, завершается и управляется, а также устанавливается соединение с другими сетями. В узлах OADM выбранные длины волн удаляются и добавляются, в то время как остальные проходят прозрачно (экспресс-каналы). Таким образом, кольцевые архитектуры позволяют узлам в кольце предоставлять доступ к сетевым элементам, таким как маршрутизаторы, коммутаторы или серверы, путем добавления или удаления каналов длины волны в оптическом домене. Однако с увеличением количества OADM сигнал будет теряться, и может потребоваться усиление.
Сети-кандидаты для применения DWDM в городских районах часто уже основаны на кольцевых структурах SONET с защитой волокна 1 + 1. Таким образом, такие схемы, как кольцо с однонаправленной коммутацией трактов (UPSR) или кольцо с двунаправленной коммутацией линий (BLSR), могут быть повторно использованы для реализации DWDM.
На схема UPSR с двумя волокнами концентратор и узлы передают сигнал по двум кольцам, вращающимся в противоположных направлениях, но одно и то же волокно обычно используется всем оборудованием для приема сигнала; отсюда и название однонаправленный. Если рабочее кольцо выходит из строя, приемное оборудование переключается на другую пару.
Хотя это обеспечивает полное резервирование пути, повторное использование полосы пропускания невозможно, поскольку резервное волокно всегда должно быть готово для переноса рабочего трафика. Эта схема чаще всего используется в сетях доступа.
Другие схемы, такие как кольцо с двунаправленной коммутацией линий (BLSR), позволяют трафику перемещаться от отправляющего к принимающему узлу по наиболее прямому маршруту. Из-за этого BLSR считается предпочтительным для базовых сетей SONET, особенно когда он реализован с четырьмя волокнами, что обеспечивает полное резервирование.

### Ячеистые топологии
Ячеистые архитектуры — это будущее оптических сетей. По мере развития сетей кольцевые и двухточечные архитектуры все еще будут иметь место, но сетка обещает быть самой надежной топологией. Этому развитию будет способствовать внедрение настраиваемых оптических кросс-соединений и коммутаторов, которые в некоторых случаях заменят, а в других случаях дополнят фиксированные устройства DWDM.
С точки зрения дизайна существует изящный эволюционный путь от двухточечной топологии до ячеистой топологии. Начав с двухточечных каналов, оборудованных с самого начала узлами OADM для обеспечения гибкости, а затем соединив их, сеть может превратиться в сетку без полной перестройки. Кроме того, сетчатые и кольцевые топологии могут быть соединены двухточечными соединениями.
Ячеистые сети DWDM, состоящие из взаимосвязанных полностью оптических узлов, потребуют защиты следующего поколения. Если предыдущие схемы защиты основывались на избыточности на уровне системы, карты или волокна, то теперь избыточность перейдет на уровень длины волны. Это означает, среди прочего, что канал данных может изменять длины волн по мере прохождения по сети из-за маршрутизации или переключения длины волны из-за неисправности. Ситуация аналогична ситуации с виртуальным каналом через облако ATM, которое может испытывать изменения в значениях идентификатора виртуального пути (ИВП) (англ. VPI — Virtual Path Identifier) / идентификатора виртуального канала (ИВК) (англ. VCI — Virtual Channel Identifier) в точках переключения. В оптических сетях это понятие иногда называют световым путем.
Поэтому ячеистым сетям потребуется высокий уровень интеллекта для выполнения функций защиты и управления полосой пропускания, включая оптоволокно и переключение длин волн. Однако преимущества в гибкости и эффективности потенциально велики. Использование волокна, которое может быть низким в кольцевых решениях из-за необходимости в защитных волокнах на каждом кольце, может быть улучшено в сетчатой конструкции. Защита и восстановление могут быть основаны на общих путях, что требует меньшего количества пар волокон для того же объема трафика и не тратит впустую неиспользуемые длины волн.
Наконец, ячеистые сети будут сильно зависеть от программного обеспечения для управления. Протокол, основанный на многопротокольной коммутации по меткам (MPLS), находится в стадии разработки для поддержки маршрутов через полностью оптическую сеть. Кроме того, для управления сетью потребуется еще не стандартизированный канал для передачи сообщений между элементами сети.

## Причины ошибок в системе DWDM при приеме оптического сигнала
Прежде чем рассматривать методы повышения производительности DWDM-системы и модернизации оптических транспортных сетей в целом, рассмотрим несколько причин возникновения ошибок в приеме. Шум приемника (или импульсы, снижает затухание и препятствует их восприятию. Шумы ASE (усиленное спонтанное излучение) накапливаются, когда групповой сигнал проходит через оптические усилители.
Как правило, в линиях без усиления основными причинами ошибок являются дисперсия, шумы и перегрузка на приемнике. Внедрение оптических усилителей меняет характер проблемы с фундаментальной на инженерную: перед отправкой сигнала на приемник усилен до оптимального уровня (вдали от границ чувствительности и перезарядки). Для компенсации разброса линия оснащена специальными устройствами - компенсаторами, восстанавливающими длительность импульса до подачи сигнала на вход приемной части транспондера.
Платой за преодоление первых двух причин ошибок является появление шума ASE и нелинейных искажений. Последнее является результатом различного состояния линии при наличии усиления. Теперь в секции регенерации имеется несколько (иногда - несколько десятков) секций усилителя, и в начале каждой из них, где интенсивность оптического сигнала достаточно велика, сигнал страдает от нелинейных эффектов.
По экономическим причинам стремление более эффективно использовать спектр усилителя и минимизировать количество усилителей в линии приводит к появлению в спектре плотно расположенных мощных каналов. Это приводит к развитию внутриканальных и межканальных нелинейных эффектов.
Транспондеры и агрегирующие транспондеры, предназначенные для работы в сетях, не содержащих оптических усилителей (обычно CWDM), оптимизированы по чувствительности и устойчивости к дисперсии. Это не имеет отношения к решениям DWDM - для этого требуется каналообразующее оборудование, совместимое с шумом ASE и нелинейными искажениями сигнала.
Допустимые граничные параметры входного оптического сигнала - это значения, дающие требуемый коэффициент погрешности при оптимальных остальных параметрах.
Количество ошибок в потоке битов характеризуется значением BER (коэффициент битовых ошибок), равным отношению битов ошибок к общему количеству переданных битов. Заказчик системы связи определяет максимально допустимое значение BER, которое обычно находится в диапазоне 10-10...-12.
Для оборудования CWDM запасы чувствительности и дисперсии приемника определяются аналогично: чувствительность - это минимально допустимое значение мощности на стороне приемника, при котором принимается неискаженный оптический сигнал с заданным значением погрешности. Для оборудования DWDM основной характеристикой является устойчивость к шуму ASE. Значение шума ASE определяет параметр OSNR (отношение оптического сигнала к шуму), и каждый транспондер DWDM / агрегирующий транспондер описывается требуемым значением. Требуемый OSNR - это минимально допустимое значение OSNR, так что прием сигнала возможен в пределах требуемого BER.

## Способы повышения производительности DWDM-систем
Мы определяем понятие «характеристики системы связи» как произведение пропускной способности системы связи C full и расстояния передачи L. Под диапазоном расстояний системы обратного рейса подразумевается общая дальность передачи по многопрофильной линии с 14 промежуточными усилителями без регенерации сигнала. Очевидно, что производительность системы DWDM можно расширить двумя способами: увеличить пропускную способность системы связи и добиться увеличения дальности передачи.

### Увеличение скорости передачи данных в системе
Общая пропускная способность системы с подобными каналами определяется произведением количества каналов и пропускной способности канала. Последний определяется двумя факторами: символьной скоростью и символьной эффективностью.
Скорость передачи данных системы связи (общая скорость передачи V, бит / с = бод) состоит из скоростей передачи данных в каждом канале (для системы с такими же каналами это произведение количества каналов NCH и скорости VB [бит / c] в каждом канале). Максимальное количество каналов в одной оптоволоконной паре устанавливается текущим стандартом мультиплексирования с разделением (например, CWDM, DWDM 100 ГГц C, DWDM 50 ГГц C + L). Битовая скорость канала VB является произведением символьной скорости VS (символов в секунду) и эффективности символьной скорости используемого формата модуляции ES (бит / символ). Другими словами, параметр ES определяет количество информации (биты данных), передаваемое одним символом. Он выражается как логарифм по основанию 2 мощности алгоритма (количество значений, которые может принимать символ).

#### 1) Увеличение символьной скорости
Увеличение символьной скорости VS обеспечивается увеличением частоты модулятора передатчика. Предельные значения символьной скорости электрического сигнала определяются свойствами материала, высокочастотной электроникой, модуляторами. С точки зрения реализации доступное значение составляет около 32 ГБ на стандартной элементной базе. Это впервые достигается в системах 100G. Скорость 45 Гбод используется в большинстве современных процессоров 2 × 200G. Значения 64 Гбод находятся на стадии лабораторных испытаний. Поскольку компонентная база постоянно совершенствуется, возможно дальнейшее небольшое увеличение этого параметра, но значительных скачков в этом направлении ожидать не следует.

#### 2) Многоуровневые форматы модуляции
Исторически первые амплитудные форматы модуляции оптического излучения появились в модификациях NRZ (Non-Return-to-Zero) и RZ (Return-to-Zero), где код RZ более устойчив к нелинейным эффектам в волокне. Они обеспечивали скорость передачи данных до 10 Гбит / с. Использование амплитудной модуляции было затруднено на скоростях выше 40 Гбит / с, поскольку ширина оптического спектра стала сопоставимой с канальным пространством DWDM-системы. Помимо нестабильности амплитудно-модулированных сигналов к нелинейным искажениям, это приводит к применению форматов фазовой модуляции, где информация кодирует фазу оптического сигнала или разность фаз соседних символов (из-за неопределенности фазы входящего символа часто бывает дифференциальное кодирование обязательный).
Современные решения используют одновременно все степени свободы сигнала: амплитуду, фазу и поляризацию светового излучения. Сегодня наиболее распространенным форматом модуляции для 100-гигабитных систем является DP-QPSK (двойная двоичная квадратурная манипуляция со сдвигом), где информация кодируется двумя состояниями поляризации и четырьмя фазовыми значениями.
Следовательно, сигналы QPSK формируются в каждой из поляризаций, которые объединяются с помощью поляризационного делителя, образуя структуру DP-QPSK. Каждый символ формата DP-QPSK несет 4 информационных бита (2 бита на символ в каждой из поляризаций). Переход к 200G и 400G также повлечет за собой изменение амплитуды света. Соответствующие форматы модуляции DP-16QAM и DP-64QAM значительно увеличивают спектральную эффективность, обеспечивая более высокую скорость передачи данных в обычном диапазоне 50 ГГц.
В современных DWDM-решениях с плотным расположением оптических каналов отсутствуют свободные межканальные интервалы, поэтому единственный способ повышения спектральной эффективности - увеличение общей скорости передачи данных в системе без расширения используемого спектрального диапазона. Это одна из основных причин перехода от амплитудного к более сложному формату фазовой когерентной модуляции. Плата за такой выигрыш - уменьшение дальности передачи.

#### 3) Увеличение количества перевозчиков
Увеличение количества каналов может привести к развитию новых спектральных диапазонов, ограниченных ограниченной эффективной полосой оптических усилителей.
Другое направление - это уменьшение канального пространства в обычном оптическом диапазоне. Это требует перехода к новому стандарту мультиплексирования с разделением по длине волны и может привести к увеличению межканальных помех.

### Увеличение дальности передачи
Второе направление повышения производительности DWDM-системы - увеличение дистанции. Это зависит от многих факторов: устойчивости выбранного транспондера к шумам ASE и нелинейным искажениям, параметров усилителей и волокон, сетки каналов и т. Д. Порог чувствительности приемника (дБ) также определяет дальность передачи. Показатель OSNRr (требуемое отношение оптического сигнала к шуму) - это отношение между уровнем сигнала и шума, когда еще можно обнаружить входящий сигнал. Операторы часто сталкиваются с задачей увеличения скорости передачи при сохранении дальности. Такое обновление может происходить путем замены транспондеров на более совершенные с сохранением требуемого OSNR.

#### 1) Когерентный прием
Для экономии дальности применяется комбинация спектральноэффективных форматов модуляции и когерентного приема. Задача когерентного обнаружения состоит в смешении входящего информационного сигнала с излучением эталонного лазера. Преобразование спектра выполняется таким образом, чтобы фотоприемник содержал полную информацию об исходном оптическом сигнале.
Использование поляризационных разветвители, информационный сигнал и опорный приемник лазерного излучения разделяются на два ортогональных компонентов. 90-градусный оптический смеситель необходим для смешивания компонент поляризации сигнала с компонентами X и Y принимающего лазера.
Частота опорного лазера может свободно переключаться в диапазоне ± 20 МГц относительно несущей частоты передающего лазера. В современных когерентных решениях ширина лазерного излучения не превышает 100 ГГц. Четыре пары сигналов от симметричных фотоприемников, повышающих чувствительность приема, подключены ко входам аналого-цифровых преобразователей. Таким образом, формируются четыре потока символов.
Несмотря на то, что принципы когерентного приема были известны давно, их применение в оптической области было затруднено. Это было вызвано сложностью и дороговизной высокостабильных узкополосных лазеров с необходимостью синхронизации фазы и частоты принимаемого сигнала и излучения гетеродина. Появление мощных технологий цифровой обработки сигналов решило проблему фазовой синхронизации. Таким образом, в блоке DSP (Digital Signal Processing) одним из алгоритмов является корреляция разности фаз с использованием восстановления несущей. Это устраняет необходимость в аппаратной синхронизации частот и частот. источников.

#### 2) Цифровая обработка сигналов
Безошибочное кодирование. Сегодня DSP является неотъемлемой частью когерентного транспондера. Четыре цифровых потока с выходов АЦП поступают в блок DSP, где с упомянутой синхронизацией и фазовой диверсией реализуются другие алгоритмы компенсации, необходимые для безошибочного восстановления сигнала. Первый функциональный блок процессора исключает неточности входного интерфейса - временное рассогласование между четырьмя компонентами из-за неравенства оптического и электрического трактов когерентного приемника, неравенства их амплитуд. Затем частота асинхронной выборки преобразуется в частоту 2 отсчета на символ. DSP обеспечивает компенсацию накопленной хроматической дисперсии, что устраняет необходимость в установке физического компенсатора, вносящего дополнительные потери в линию.
Чтобы получить четкую фазовую диаграмму, также необходимо минимизировать отклонение амплитуды от некоторого заданного среднего значения.
Исключен поворот диаграмм в фазовой плоскости. Суммарный фазовый шум, включая его нелинейную составляющую, оценивается и компенсируется. После завершения всех этапов обработки определяются значения допустимых символов. Последний шаг - процедура исправления ошибок FEC. Использование избыточного кодирования при цифровой обработке многоуровневого сигнала может дать выигрыш от требуемого OSNR до 9 дБ. Заголовок FEC добавляется к полезной нагрузке в каждом транспондере, размер которого определяется типом кода.

## Применение DWDM
DWDM еще новая технология и её предстоит изучать и изучать. Впервые он был развернут на дальних маршрутах. И теперь технология DWDM готова для операторов дальней связи. При использовании топологии точка-точка или кольца пропускная способность будет значительно увеличена без развертывания дополнительного волокна. DWDM продолжит обеспечивать пропускную способность для больших объемов данных. Фактически, мощность систем будет расти по мере развития технологий, которые позволяют более близкое расстояние и, следовательно, большее количество длины волн. Но DWDM также выходит за рамки транспорта и становится основой полностью оптических сетей в городских сетях. Будущее DWDM с предоставлением длины волны и защитой на основе сетки. Переключение на фотонном слое позволит эта эволюция, как и протоколы маршрутизации, которые позволяют световым путям пересекать сеть в значительной степени так же, как сегодня делают виртуальные схемы. Эти и другие достижения сближаются, так что можно представить себе полностью оптическую инфраструктуру.